# Michelle Lintel
Michelle Lintel est une actrice, mannequin et présentatrice télévisée américaine, née le 14 août 1969 aux États-Unis.

## Biographie sommaire
Adolescente, Michelle a été Miss Junior Kansas au lycée. Elle a grandi dans un ranch avec sept frères et sœurs. Douée pour les sports, elle a été médaillée olympique à deux reprises aux championnats juniors d'art martiaux. Elle a un diplôme universitaire en psychologie.
Michelle a aussi été un ancien mannequin.

## Filmographie

### Comme actrice
- 1999 : Diagnostic : Meurtre (série télévisée) : officier Lipton
- 1999 : On Common Ground (série télévisée) : rôle sans nom
- 2000 : Sacrifice  de Mark L. Lester (TV) : agent Hildebrandt
- 2001 : Black Scorpion (série télévisée) : Darcy Walker / Black Scorpion
- 2001 : Black Scorpion Returns de Gwyneth Gibby (TV) : Darcy Walker / Black Scorpion
- 2002 : Sting of the Black Scorpion de Stanley Yung (TV) : Darcy Walker / Black Scorpion
- 2008 : Battle Planet de Greg Aronowitz : général Shaba
- 2009 : The Ex List (série télévisée) : une infirmière

### Comme présentatrice
- 2001 : The X Show : elle-même
- 2003 : The Red Carpet : elle-même